# 김연진 (의사)
김연진(1971년 7월 11일 ~ )은 대한민국의 의사이며, 퓨린피부과의 원장이자 피부과 전문의이다.

## 방송 출연
- SBS 《모닝와이드》 - 인터뷰 출연
- SBS 《좋은 아침》 - 자문의 패널
- SBS 《오늘부터 인생 2막》 - 자문의 패널
- KBS1 《아침마당》 - 강연자
- KBS2 《굿모닝 대한민국 라이브》 - 자문의 패널
- KBS2 《굿모닝 대한민국》 - 자문의 패널
- KBS2 《여유만만》 - 자문의 패널
- KBS2 《그녀들의 여유만만》 - 자문의 패널
- MBC 《생방송 오늘아침》 - 인터뷰 출연
- MBC 《기분 좋은 날》 - 자문의 패널
- MBC 《최강백세》 - 자문의 패널
- JTBC 《지킬박사와 가이드》 - 강연자
- JTBC 《닥터의 승부》 - 자문의 패널
- TV조선 《팡팡터지는 정보쇼 알맹이》 - 자문의 패널
- TV조선 《내 몸 사용설명서》 - 자문의 패널
- TV조선 《내 몸 플러스》 - 자문의 패널
- MBN 《천기누설》 - 인터뷰 출연
- MBN 《엄지의 제왕》 - 자문의 패널
- 채널A 《나는 몸신이다》 - 자문의 패널
- tvN 《프리한 닥터》 - 자문의 패널